# Yongzhou
Yongzhou, ook bekend als Yungchow, is een stadsprefectuur in het zuiden van de zuidelijke provincie Hunan, Volksrepubliek China. Yongzhou telt ruim 5,6 miljoen inwoners.